# Reginald Forster Johnstone
Reginald Forster Johnstone, britanski general, * 1904, † 1976.